# Mexikansk alka
Mexikansk alka (Synthliboramphus craveri) är en vadarfågel i familjen alkor som enbart häckar i nordvästra Mexiko. Arten är fåtalig och minskar i antal. IUCN listar den som utrotningshotad, placerad i kategorin sårbar.

## Kännetecken

### Utseende
Mexikansk alka är en rätt liten svartvit alka med en kroppslängd på 25 centimeter, svart ovan och vit under. Ett svart brutet halsband sträcker sig ner på sidan av bröstet. Det svarta på huvudet sträcker sig fram till precis under näbben. Runt ögat syns en bruten vit ögonring. Näbben är lång och smal. Undersidan av vingen är sotfärgad.
De närbesläktade arterna guadalupealka (S. hypoleucos) och kalifornienalka (S. scrippsi) är mycket lika, men saknar bröstbandet, det svarta på huvudet går inte under näbben, har vita vingundersidor och näbben är kort och tjock.

### Läten
Lätet består av en gäll vissling som ibland avges i serier.

## Utbredning och systematik
Arten häckar enbart på öar i Californiaviken i Mexiko. Utanför häckningstid ses den även utmed kusten norrut till södra Kalifornien i USA och söderut till Sonora i Mexiko, möjligen även Guatemala. Den behandlas som monotypisk, det vill säga att den inte delas in i några underarter.

## Ekologi
Mexikansk alka lever huvudsakligen av fisklarver, framför allt från sill, kungsfiskar av släktet Sebastes samt prickfisken Benthosema panamense. Den häckar i bohålor, på klippor eller på mjukare mark och lägger två ägg. Häckningsframgången varierar (12-79%), men dödligheten för ungarna är hög den första månaden.

## Status och hot
SMexikansk alka är en fåtalig art med en världspopulation på endast 12 000 individer. Den tros också minska i antal till följd av predation från invasiva arter på öarna där den häckar, framför allt katt och råtta. Internationella naturvårdsunionen IUCN kategoriserar den därför som sårbar.

## Namn
Fågelns vetenskapliga artnamn hedrar Federico Craveri (1815-1890) och hans bror Ettore Craveri (1816-1884), italienska meteorologer, naturforskare och samlare av specimen i Mexiko och Kalifornien 1840-1859.